# 자기참조효과와 생성효과
자기참조효과(영어: self-reference effect)는 어떤 것을 자신의 경험과 연관지어 생각하면 학습과 기억에 더 쉽다는 효과이며 생성효과(영어: generation effect)는 어떤 내용을 가지고 뭔가를 창조하면 그 내용이 더 잘 기억에 남는다는 효과이다.

## 배경

### 자기참조효과
사람들은 자신을 참조했던 정보를 그렇지 않았던 정 보에 비해 더 정확하게 기억하는데, 이러한 현상을 일 컬어 자기 참조 효과(self-reference effect; Rogers, Kuiper, & Kirker, 1977)라고 한다.

1955년에 저지 켈리는 인간들이 개인 구성을 창조해내는지에 관한 그의 이론을 출판했다.
이것은 각 개인의 심리적 과정은 그들의 사건 예측 방식의 영향이라는 생각에 기반한 아주 일반적인 인지 이론 이었다.
귀인이론은 사람들이 행동과 사건의 원인을 보는 방식의 설명 중 하나였고 또한, 사람들이 그들 자신과 관련된 것을 다르게 설명할 수 있기에 또 다른 누군가에게 일어난 비슷한 것으로부터 자기의 구성이 지어내는 것과 연관됐다.
귀인 이론에 연관된 기본적 귀인오류는 외적 요인을 여기는 것 보다는 개인 성격의 내면 특성을 주안점으로해서 특정 상황에 누군가의 행동을 설명한다는 점이다.
Jones, Sensenig, Haley와 같은 연구는 실험 대상에게 단순히 자신의 "가장 중요한 특징"을 설명하도록 요구함으로써 자아가 특수한 구조를 가지고 있다는 생각을 확증했다.
응답의 대다수가 보여준 결과는 자신의 가장 중요한 특징이 "세심함", "지능적임" 및 "우호적임" 과 같은 특성을 기반으로 한다는 것이었다.
이것은 사람들이 다른 사람들을 평가하는 것과는 다르게 자신을 잘 평가한다는 사실을 관찰한 점에서 우월 환상과 같은 다른 인지 현상과 매우 잘 일치했다.( 2012년 스탠리 B.)
클레인은 자기와 기억과 그것이 어떻게 자기 참조 효과와 관련있는지에 관한 글을 발표한 것이다.
그는 자기와 관련이 있는 표현(자기 관련 효과)이 자기와 관련이 없는 표현보다 더 자주 회상된다는 점을 논한다.

## 일상에서의 예

### 자기참조효과
- 책이나 문헌 내용이 본인이 주장하고자 하는 의견의 근거로 있다면 그 내용은 잘 기억하게 된다.

### 생성효과
분류와 연결짓기, 압축 등...
- 원소 이름들을 노래부르면서 외우는 경우

## 뇌과학적 의견
대뇌변연계의 양 쪽 측두엽에 해마라는 뇌 기관이 있다.
자기참조효과로 학습에 효과를 보는 것은 자신의 경험과 유사한 내용이 해마에 남는 영향이라고 볼 수 있다.
해마는 상황을 기반으로 기억에 관여하기 때문이다.